# ケープジラード郡 (ミズーリ州)
ケープジラード郡（英: Cape Girardeau County）は、アメリカ合衆国ミズーリ州の南東部に位置する郡である。2010年国勢調査での人口は75,764人であり、2000年の68,693人から10.3％増加した。郡庁所在地はアンドリュー・ジャクソン大統領の名前を冠した最初の都市ジャクソン市（人口13,758人）であり、同郡で人口最大の都市はケープジラード市（人口37,941人）である。ケープジラード郡は1812年10月1日に組織化され、郡名はフランスの士官スール・ジャン・バティスト・ド・ジラード少尉に因んで名付けられた。郡名の頭に付く「ケープ」はミシシッピ川を見下ろす突き出た岩を指している。
ケープジラード郡はイリノイ州にも跨るケープジラード・ジャクソン大都市圏の中心である。

## 歴史
ケープジラード郡は1812年10月1日に、ミズーリ準州の初めの5郡の1つとして組織化され、郡名はフランスの士官スール・ジャン・バティスト・ド・ジラード少尉に因んで名付けられた。ジラード少尉は1704年から1720年まで現在のイリノイ州カスカスキアに駐屯し、後の1733年頃、現在のケープジラード市の地に訓練基地を造った。郡名の頭に付く「ケープ」はミシシッピ川を見下ろす突き出た岩を指していたが、この岩は鉄道建設のために破壊された。この郡名は、地域をスペインが支配していた時期に地域の管轄名として付けられたものだった。
初代ケープジラード郡庁舎は1818年にジョン・デイビスによって立てられたが、1870年に火事で焼けた。現在の郡庁舎はP・H・ウェザーズの設計で、1908年に完成した。

## 地理
アメリカ合衆国国勢調査局に拠れば、郡域全面積は586.29平方マイル (1,518.5 km2)であり、このうち陸地578.62平方マイル (1,498.6 km2)、水域は7.67平方マイル (19.9 km2)で水域率は1.31％である。
ケープジラード郡の地形は変化が大きい。デルタとダッチタウンの町周辺は氾濫原であり、郡の西部と北部は丘陵と森林である。

### 主要高規格道路
- 州間高速道路55号線
- アメリカ国道61号線
- ミズーリ州道25号線
- ミズーリ州道34号線
- ミズーリ州道72号線

### 隣接する郡
- ペリー郡 - 北西
- ユニオン郡 (イリノイ州) - 北東
- アレクサンダー郡 (イリノイ州) - 東
- スコット郡 - 南東
- ストッダード郡 - 南
- ボリンガー郡 - 西

## 人口動態
以下は2000年国勢調査による人口統計データである。
| 基礎データ - 人口: 68,693人 - 世帯数: 26,980 世帯 - 家族数: 17,941 家族 - 人口密度: 46人/km2（119人/mi2） - 住居数: 29,434軒 - 住居密度: 20軒/km2（51軒/mi2） 人種別人口構成 - 白人: 92.13% - アフリカン・アメリカン: 5.28% - ネイティブ・アメリカン: 0.36% - アジア人: 0.75% - 太平洋諸島系: 0.03% - その他の人種: 0.31% - 混血: 1.15% - ヒスパニック・ラテン系: 0.91% 年齢別人口構成 - 18歳未満: 23.4% - 18-24歳: 13.4% - 25-44歳: 27.8% - 45-64歳: 21.6% - 65歳以上: 13.8% - 年齢の中央値: 35歳 - 性比（女性100人あたり男性の人口） - 総人口: 93.2 - 18歳以上: 90.0 | 世帯と家族（対世帯数） - 18歳未満の子供がいる: 31.2% - 結婚・同居している夫婦: 53.8% - 未婚・離婚・死別女性が世帯主: 9.8% - 非家族世帯: 33.5% - 単身世帯: 27.3% - 65歳以上の老人1人暮らし: 10.1% - 平均構成人数 - 世帯: 2.42人 - 家族: 2.96人 収入と家計 - 収入の中央値 - 世帯: 45,862米ドル - 家族: 58,037米ドル - 性別 - 男性: 32,371米ドル - 女性: 20,833米ドル - 人口1人あたり収入: 16,710米ドル - 貧困線以下 - 対人口: 11.1% - 対家族数: 6.7% - 18歳未満: 11.4% - 65歳以上: 10.1% |

## 教育
ケープジラード郡の25歳以上の住民のうち、81.1％は高校卒以上の学歴を持ち、24.2％は学士以上の学位を持っている。
郡内の高等教育機関として、ケープジラード市にメトロ・ビジネス・カレッジ と南東ミズーリ州立大学 がある。

## 宗教
2000年宗教データアーカイブ協会郡別信徒報告書に拠れば、ケープジラード郡は福音主義プロテスタントが最多数を占めるバイブル・ベルトにある。最も多い会派はカトリック教会の25.06％、続いて南部バプテスト連盟の23.60％、ルーテル教会の18.31％である。

## 都市と町

### 都市
- ケープジラード
- デルタ
- ジャクソン - 郡庁所在地

### 村
- アレンビル
- ダッチタウン
- ゴードンビル
- オークリッジ
- オールドアップルトン
- ポカホンタス
- ホワイトウォーター

### その他の町
- バーフォードビル
- デイジー
- フリードハイム
- フルーツランド
- ミラーズビル
- ニューウェルズ
- オリオール
- イージプトミルズ

## 政治

### 地方
ケープジラード郡の地方レベルでは共和党が大半の政治を支配しており、郡の選挙で選ばれる役職は1人を除いて独占している。

#### 国政
大統領選挙のレベルでは州南西部で最大とまでは言わなくとも一つの共和党の強い地盤である。都市化され、比較的裕福な中流階級が多く、カレッジや大学卒が多い。またアフリカ系アメリカ人の子孫もいるが、バイブル・ベルトに位置し、保守派のラジオ番組司会者のラッシュ・リンボーの出身地でもある。ケープジラード郡を制した最後の民主党大統領候補は1964年のリンドン・B・ジョンソンとなっている。それ以来、郡民は共和党の大統領候補を大差で支持し続けている。2000年と2004年の大統領選挙では、ジョージ・W・ブッシュが2対1以上の票差でケープジラード郡を制した。2008年の選挙では、州内の田園部にある郡と同様、バラク・オバマよりジョン・マケインを選んだ。
ケープジラード郡は州南東部の地域と同様、社会的にまた文化的に保守的であり、それが共和党支持の傾向に影響している。2004年の州民投票では、結婚を男と女の結合として定義する州憲法改正案をケープジラード郡は83.19％という圧倒的多数で賛成した。州全体でも71％の賛成で可決し、ミズーリ州は同性結婚を禁止する最初の州になった。2006年の州民投票では、胚性幹細胞の研究を予算化し、合法化する憲法改正案が掛けられたが、ケープジラード郡では63.12％が反対した。州全体では51%の賛成と辛うじて改正が成立し、胚性幹細胞の研究を最初に認めた州の1つになった。郡民は伝統的に社会問題に保守的であるが、最低賃金の増加のような人民主義的施策は支持する傾向にある。やはり2006年の州民投票で最低賃金を時間あたり6.50ドルに増やす命題については、ケープジラード郡では60.04％が支持した。この命題は州内のどの郡でも支持され、75.94％が賛成した。

#### 2008年大統領予備選挙
2008年の大統領予備選挙で、ケープジラード郡は二大政党の候補者をどちらも州全体と全国で二位以下に終わった者を選んだ。民主党の予備選挙ではヒラリー・クリントンが1位となり、さらに共和党予備選挙で各候補者に投じられた票数よりも多かった。